# NGC 464
NGC 464 — тройная звезда в созвездии Андромеда.
Этот объект входит в число перечисленных в оригинальной редакции «Нового общего каталога».

## Открытие и идентификация
Несмотря на то, что открытие этого объекта приписывается Эрнесту Темпелю, он был фактически обнаружен ранее наблюдателями из BD.
Официально обнаружен Вильгельмом Темпелем, который использовал 11-дюймовый рефрактор. В «Пересмотренном новом общем каталоге» объект идентифицирован NGC 464 в качестве чрезвычайно тусклой  галактики, расположенной в 6' на запад от места, указанного Темпелем. Согласно Бигурдану, который искал NGC 464, данные Темпеля могут относиться к четырём звездам рядом на северо-восток. Из-за тусклости кандидата в «Пересмотренном новом общем каталоге» и близлежащих вероятных объектов может оказаться так, что объекта NGC 464 Темпеля идентифицировать невозможно.